# Cursty Jackson
Cursty Jackson (ur. 11 września 1990 w Los Angeles) – amerykańska siatkarka, grająca na pozycji środkowej.
Jej mężem jest francuski siatkarz Kévin Le Roux.

## Sukcesy klubowe
Liga azerska:
- 2014

Liga niemiecka:
- 2015

Puchar CEV:
- 2016

Liga japońska:
- 2017

## Sukcesy reprezentacyjne
Puchar Wielkich Mistrzyń:
- 2013

Puchar Panamerykański:
- 2015
- 2014[4]

Igrzyska Panamerykańskie:
- 2015